# Polystachya disticha
Polystachya disticha är en orkidéart som beskrevs av Robert Allen Rolfe. Polystachya disticha ingår i släktet Polystachya och familjen orkidéer.
Artens utbredningsområde är São Tomé. Inga underarter finns listade i Catalogue of Life.